# Fritz Burger-Mühlfeld

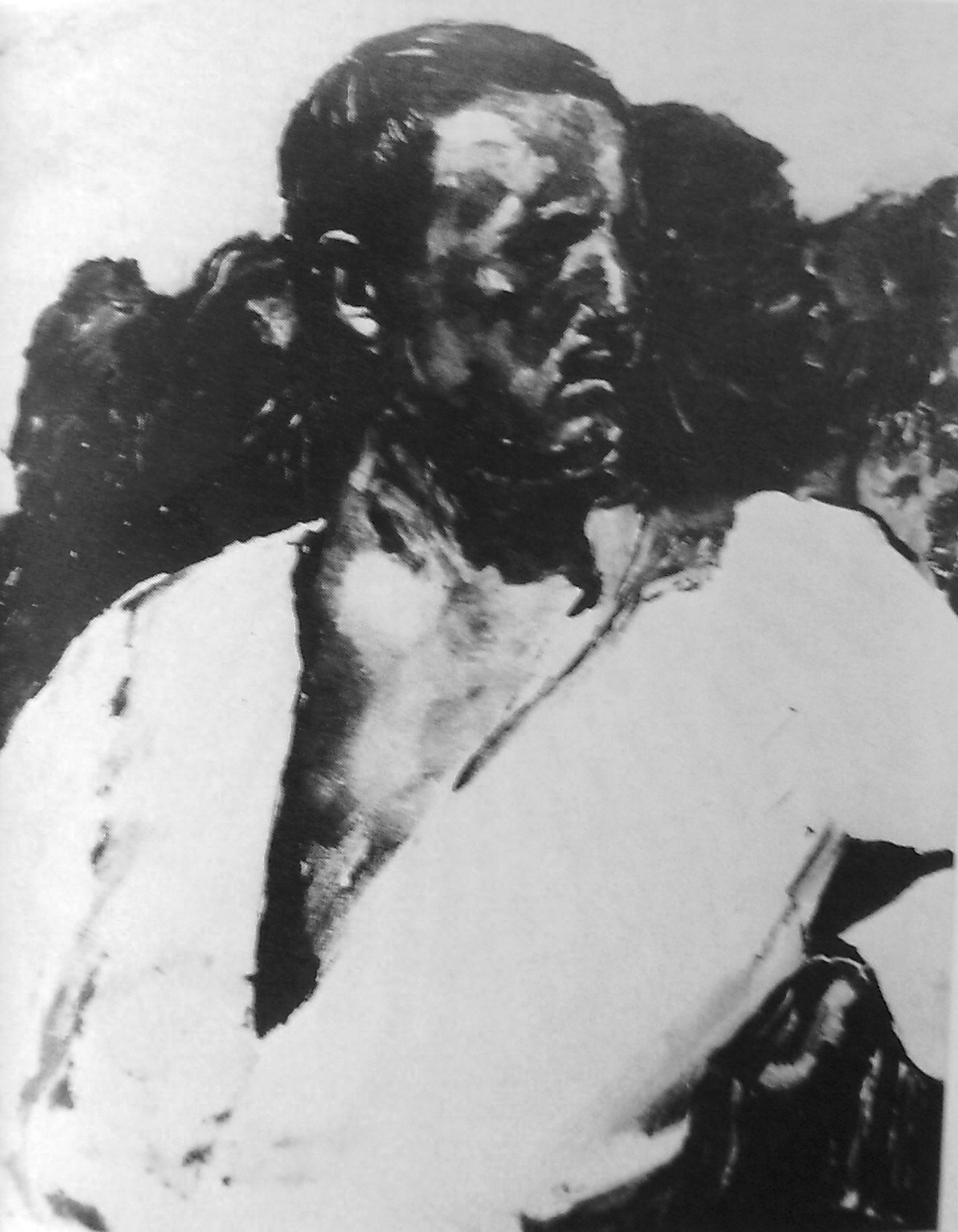
Fritz Burger-Mühlfeld (Gemälde von Albert Weisgerber, 1911)

Fritz Burger-Mühlfeld (* 3. März 1882 in Augsburg; † 17. Mai 1969 in Hannover) war ein deutscher Maler und Grafiker der Neuen Sachlichkeit sowie später des Expressionismus und Abstrakt-Expressionismus. Einflüsse des Kubismus und Konstruktivismus sind für sein Spätwerk charakteristisch.

## Leben
Seine Eltern betrieben die „Etiketten- und Plakatfabrik Augsburg, F. Burger“. Fritz Burger studierte 1901 bei Franz von Stuck an der Kunstakademie München. Er war hier mit Albert Weisgerber befreundet, der ihn später porträtierte (1911). Um sich vom gleichnamigen Maler Fritz Burger (1867–1927) und dem Kunsthistoriker Fritz Burger (1877–1916) abzugrenzen, hängte er an seinen Namen den Geburtsnamen seiner Mutter. 1906 beteiligte er sich erstmals an der Ausstellung der Münchner Sezession.
1909 wurde er Leiter der Grafikklasse an der Handwerker- und Kunstgewerbeschule Hannover. Bilder dieser Periode sind der Neuen Sachlichkeit verpflichtet. Von 1914 bis 1916 war er Soldat im Ersten Weltkrieg, aus diesem Jahr (1916) stammt auch sein bekanntes Selbstporträt als Soldat. 1917 begründete er die Hannoversche Sezession. Es folgten Ausstellungen in der Kestner-Gesellschaft. 1918 habilitierte er. In den 1920er Jahren wurden seine Werke in München und Berlin ausgestellt.
Die zunehmenden Einflüsse des Expressionismus und Kubismus in Burger-Mühlfelds Werk, führten dazu, dass seine Bilder als „entartete Kunst“ stigmatisiert wurden. 1937 wurden in der Nazi-Aktion „Entartete Kunst“ aus dem Provinzial-Museum Hannover seine beiden Tafelbilder Abstrakte Komposition (Öl hinter Glas, 46 × 27 cm, 1923) und Im Theater beschlagnahmt. Beide wurden auf der Ausstellung „Entartete Kunst“ vorgeführt. Ihr Verbleib ist bisher ungeklärt.
Ab 1942 nahm Burger-Mühlfeld als Soldat am Zweiten Weltkrieg teil. 1947 gab er seine Lehrtätigkeit auf.
Fritz Burger-Mühlfeld starb am 17. Mai 1969 im Alter von 87 Jahren in Hannover.

## Werke
Einige seiner Werke befinden sich in der Sammlung Robert Simon und werden im Kunstmuseum Celle ausgestellt. Von November 2011 bis Februar 2012 fand durch die Kunstsammlungen und Museen seiner Heimatstadt Augsburg eine umfangreiche Ausstellung seiner Werke im Schaezlerpalais statt.